# Genevieve Mukundente
 (janvier 2025).
Si vous disposez d'ouvrages ou d'articles de référence ou si vous connaissez des sites web de qualité traitant du thème abordé ici, merci de compléter l'article en donnant les références utiles à sa vérifiabilité et en les liant à la section « Notes et références ».
Genevieve Mukundente,  née le 1er janvier 1999, est une coureuse cycliste rwandaise.

## Palmarès sur route
- 2019
  -  Médaillée de bronze du championnat d'Afrique du contre-la-montre par équipes

## Classements mondiaux
| Année                                 | 2019 |
| ------------------------------------- | ---- |
| Classement UCI                        | 715e |
|                                       |      |
| Légende : nc = non classéSource : UCI |      |